# Dragon Nest
Dragon Nest este un joc MMORPG, dezvoltat de Nexon. Acesta folosește sistemul de luptă fără țintă, ceea ce le permite jucătorilor să aibă control deplin asupra mișcărilor caracterelor acestora. Dragon Nest cere utilizatorilor să își avanseze caracterele făcând echipe și traversând Temnițele înspăimântătoare.

## Gameplay
Dragon Nest este încorporat cu sistemul de joc fără țintă, pentru a crea o acțiune rapidă plină de experiență. Jucătorii aleg dintr-o sumedenie de clase ale eroilor și caractere care fac parte din povestea jocului și pot echipa echipamente și arme custumizabile. Abilitățile(skill-uri) devastatoare pot fi și învățate, pentru a crește puterea jucătorului când distruge monștri în temnițe sau alți jucători în modul PVP.